# 北朝鮮クーデター陰謀事件
北朝鮮クーデター陰謀事件とは、1992年に朝鮮民主主義人民共和国（北朝鮮）の軍部内で発生した事件。朝鮮人民軍の将校による金日成と金正日親子を暗殺するクーデター未遂事件とされているほか、ソビエト連邦（ソ連）のソ連国家保安委員会（KGB）によるスパイ工作事件という説もある。クーデター未遂事件は「フルンゼ軍事大学事件」「フルンゼ軍事大学留学組事件」とも呼称されている。

## 背景

### 朝鮮人民軍のソ連留学
1980年代に入ると、北朝鮮はスターリン批判以来対立していたソ連との関係修復を図り、1985年からは朝鮮人民軍の近代化のために北朝鮮とソ連の間で軍事交流が拡大し始めた。1986年、朝鮮人民軍の将軍と将校級の幹部ら470名がソ連に留学し、ソ連各地の軍事学校で朝鮮人民軍の近代化のための教育を受けた。このうち20代から50代の250人は、1986年から1989年までソ連の軍事大学で最高峰のフルンゼ軍事大学に留学し、東欧諸国からの留学生と共に教育を受けた。以降、フルンゼ軍事大学には毎年約40人、キエフ軍事航空技術大学には毎年約80人の、主に30代前半の将校が北朝鮮から留学していた。
父が朝鮮戦争（祖国解放戦争）で戦死した「革命遺族」で万景台革命学院や南山高級中学校出身の安鍾鎬をはじめ、フルンゼ軍事大学に留学する彼らは軍のみならず北朝鮮でもエリート中のエリートであり、将来が嘱望かつ保証された存在だった。

### フルンゼ軍事大学留学生の不満
北朝鮮でもエリート層である留学生の中には、安鍾鎬のように万景台革命学院や南山高級中学校で金正日と共に学んだ者もおり、決して能力が高いわけでもないのに親が金日成という理由だけで「党中央」にいる金正日に反感を抱いている者もいた。また、それまで北朝鮮を出たことが無く、祖国を社会主義の偉大な国と信じて疑わない彼らに対し、東欧諸国からの留学生は北朝鮮を個人崇拝の国やスターリン主義の独裁国家という批判を浴びせ、抗日パルチザンだった金日成の功績も虚構と口にすることを憚らなかった。しかも留学中に東欧革命やペレストロイカを目の当たりにした留学生たちは、金日成の個人崇拝などの北朝鮮の体制に疑問を抱き始めた。
そうした中、北朝鮮ではペレストロイカ批判が巻き起こり、『労働新聞』は連日ミハイル・ゴルバチョフを批判する記事を掲載した。ソ連に留学中の将校にも帰国命令が発令され、留学生たちは荷物やソ連で得た収入も置いたまま帰国を余儀なくされた。フルンゼ軍事大学に留学した将校や幹部たちは、「ソ連で何をしていたのか」と厳しい追求を浴びせられた上に、環境の悪い地方の部隊や軍事大学に左遷された。そのため、彼らの中には体制に対する不満がくすぶり始めた上に、北朝鮮とソ連の関係が悪化すると、後進的で閉鎖的な北朝鮮が持たないほか、親ソ連派とみなされている自身の立場も危うくなることに危機感を覚える者もいた。こうして、最初はクーデターを起こすつもりが無かった留学生たちだったが、会うたびに意気投合し、体制転覆によって現状を打破することを考えた。
フルンゼ軍事大学の留学生を中心に構成された同窓生の集団は、戦闘訓練部副総参謀長の安鍾鎬大将や、朴容錫鉄道部部長の息子で偵察局部長の朴チョルフンが中心だったが、崔竜海の姉の夫で人民武力部（現・国防省）副参謀総長の洪ケソン中将など複数の師団長たちを中心に、50代の将校約40名で構成されていた。康明道によると、彼らの精神的支柱は1950年代に失脚したソ連派の重鎮である金奉律だった。金は戦闘訓練部総参謀長の職にあり、安鍾鎬にとって先輩であり直属の上司でもあった。
クーデター計画は、1992年4月25日に行われる朝鮮人民軍創設60周年軍事パレードで動員された平壌防御司令部の戦車を用いて、金日成と金正日の親子を轢殺または親子をはじめとする約40人の首脳部を戦車砲で砲殺し、人民武力部の状況室（指令室）を占拠。金親子の死を伏せながら状況室から正規の指令系統を用いて、自分たちの指揮下にある朝鮮人民軍の兵力の約4割を平壌に引き入れ、護衛総局（現・護衛司令部）を無力化する。そして、軍内部の防諜を担当する朝鮮人民軍保衛局（現・朝鮮人民軍保衛司令部）や警察を管轄する社会安全部（現・社会安全省）、朝鮮労働党、朝鮮中央放送、平壌放送を接収して戒厳令を発令。政治・行政・立法の三権を掌握し、金奉律による体制を構築するものだった。

### KGBによる工作
1980年代後半、ソ連政府はゴルバチョフ批判を繰り返し独自路線をとる北朝鮮を自国の影響下に縛っておくために、近いうちに軍の幹部となる彼ら留学生を掌握する必要があると判断し、KGBによる抱き込み工作が実行された。
ソ連に留学する朝鮮人民軍の将校や幹部は、「情報補助金」として送金されるわずか100ルーブルでの生活を余儀なくされており、休暇で帰国した際に朝鮮人参や漢方薬を平壌で購入し、モスクワで売って生活費を確保していた。KGBは留学生の身柄を確保し、朝鮮人参や漢方薬を税関を通さず持ち込んだ密輸行為で摘発した。さらに、留学生たちは1-2年間の独身生活を過ごすため、KGBによるハニートラップに引っ掛かかった。KGBは、密輸や買春を本国に報告したり、場合によってはマスコミにリークしたりすると脅すことで、約30人の留学生の抱き込みに成功した。ソ連政府は、彼らを最優秀成績で卒業させた。
KGBが抱き込み工作を行った留学生は帰国後、KGBの思惑どおり洪ケソン中将や作戦局第3処長（前線担当）の康雲龍少将などが朝鮮人民軍の中枢に配属されたほか、大半が師団長や旅団長などの軍の要職に就いた。留学生らによるクーデター計画は、金日成との対立が悪化するゴルバチョフにとっても好都合で、KGBはその動きを細かく察知していた。しかしこうした工作で影響下に置いた将校や幹部を利用する前に、ソ連は1991年に崩壊してしまった。この間、北朝鮮の首脳部は彼らがKGBに抱き込まれていることを把握していなかった。

## 事件の発覚と検挙

### KGB工作
1992年、朝鮮人民軍保衛局局長である元応煕の元に、元KGB関係筋を通じて駐ロシア大使の孫成弼から、ソ連留学生の中にKGBの工作を受けた者がいるという情報が届き、ただちに査察が始まった。師団長や旅団長を逮捕した元応煕は、既に北朝鮮の実権を握っていた金正日に報告し、金正日は「南朝鮮」のスパイより危険な「ソ連の犬と中国の犬」の摘発と粛清を指示した。
1992年から1994年までの2年間で、軍内部に大々的な検挙が行われ、1986年以降に旧ソ連の軍事学校に留学した将校や幹部、さらにモスクワの大使館に駐在した経験がある元駐在武官の全員が逮捕された。捜査はKGBの抱き込み対象ではなかった元留学生にまで及び、保衛局は彼らを「反党反革命スパイ分子」として粛清し、1994年だけで約600人の将校が軍服務年限を問わず強制的に除隊させられた。ただし朝鮮人民軍空軍の将校数名は、摘発した元応煕と親交が厚かった趙明禄空軍司令官の取りなしで粛清を免れた。

### クーデター計画
金親子を暗殺する予定だった朝鮮人民軍創設60周年軍事パレードでは、人民武力部戦車指導局局長の朴基瑞大将の提案で、平壌防御司令部ではなく人民武力部の戦車が行進することになり、クーデター計画は序盤で頓挫した。
1993年、元KGB職員のロシア人が国家保衛部を訪れ、旧友である副部長との酒宴の最中に安鍾鎬の名前やクーデター計画を酔いに任せて喋ってしまい、計画の全貌が露呈した。翌日に報告を受けた金親子は、首謀者である「恩知らずども」の捜査と処刑を人民武力部保衛局に指示した。さらに翌日、人民武力部6階の副総参謀室にいた安鍾鎬は、扉を蹴飛ばして入ってきた2人の保衛隊員に連行された。人民武力部で行われていた会議の最中にも武装した兵士が会場になだれ込み、その場で70人の将校が逮捕・連行された。関係者の逮捕は1998年まで5年にわたり続き、30人の将官と100人の佐官、70人の尉官が逮捕され、秘密裏に処刑するため裁判にかけることなく人民武力部の射撃場で、200人全員が銃殺刑に処された。
クーデター計画の発覚直後、金正日はロシアに留学中の全ての将校や技術者、科学者に3年間の強制労働を課し、ロシアと旧東欧諸国に留学中の学生を全員帰国させる特別命令を発した。保衛局は計画の中心となったフルンゼ軍事大学出身者と繋がりのある者をあぶり出すために、全国的な査察を行った。両江道恵山市では、1998年の1年間だけで朝鮮労働党や行政機関、司法機関の幹部200人以上が逮捕され銃殺された。両江道保安局のリ・ソンフン捜査処長は、金槌で撲殺されて処刑されたともされている。彼らの家族も保衛局に連行され、北倉強制収容所（第18号管理所）へ収容された。粛清はその後も続き、最終的に処刑された幹部の人数は不明である。
首謀者の中で処罰されなかったのは、金奉律だけだった。彼は古参の朝鮮人民軍将校で最高人民会議の代議員であり、核開発に功績があった。また、最後まで残ったソ連派である彼を処刑するとモスクワとの関係が完全に断絶するという金正日の判断から、1995年7月19日に病死するまで厳重な監視下ながら生きながらえた。

## 影響
一度に数百名の軍幹部が粛清されたことで、世界の情勢を多少なりとも知っていた将校たちが姿を消し、北朝鮮はさらなる孤立化への道を進むことになった。
クーデター計画が同窓会によって企図されたことで、北朝鮮では私的な集会すら反政府行為が疑われるようになった。同窓会さえ、公共の場で行うと反政府行為とみなされる可能性があり、保衛司令部が「同窓会や友人同士の集まりでは政治的な発言に注意せよ」と警告している。同窓会組織には保衛司令部のスパイが潜入し、開催日時や人数、参加者、会話内容にいたるまで監視している。2021年11月8日には、平安北道東林郡に駐屯する125軽歩旅団の20代兵士4人が、血書で義兄弟の契りを結んだとして保衛司令部が逮捕し、2名は過酷な拷問で死亡したと報じられた。